# Gustaf Retzius

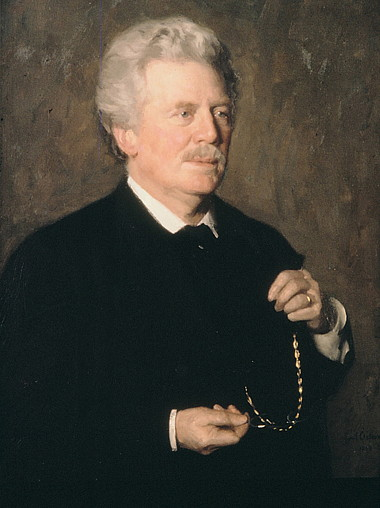
Gustaf Retzius, 1907

Magnus Gustaf Retzius (* 17. Oktober 1842 in Stockholm; † 21. Juli 1919 ebenda) war ein schwedischer Anatom, insbesondere auf dem Gebiet der neuroanatomischen Histologie.

## Leben
Gustaf Retzius entstammte einer berühmten schwedischen Ärztefamilie – sein Vater war der Anatom Anders Retzius, sein Großvater der Naturforscher und Chemiker Anders Jahan Retzius – und studierte, der Familientradition folgend, in Uppsala, Stockholm und Lund ebenfalls Medizin.
Retzius wurde 1871 promoviert. 1877 wurde er außerordentlicher Professor für das Fach Histologie am Karolinska-Institut in Stockholm. Da er sich neben seinen wissenschaftlichen Interessen auch mit sozialen und humanitären Fragen beschäftigte und er mit der Feministin Anna Hierta, der Tochter des Verlagsgründers Lars Johan Hierta, verheiratet war, übernahm er neben seinen universitären Aufgaben von 1884 bis 1887 die Herausgabe der großen Stockholmer Tageszeitung Aftonbladet.
Im Jahre 1889 wurde er ordentlicher Professor für Anatomie am Karolinska-Institut. Bereits 1890 gab er diese Professur wieder auf, um sich fortan ganz seinen wissenschaftlichen Forschungen hinzugeben, was er dank des Vermögens seiner Frau problemlos tun konnte.
Seine wissenschaftlichen Leistungen lagen vor allem auf den Gebieten der Histologie des Nervensystems und des Ohrlabyrinths. Darüber hinaus forschte er auf dem Gebiet der vergleichenden Anatomie und der Anthropologie. Insgesamt veröffentlichte er über 500 wissenschaftliche Arbeiten.
Retzius war seit 1870 Mitglied der Königlich Schwedischen Akademie der Wissenschaften. Im Jahr 1882 wurde er zum Mitglied der Leopoldina gewählt. 1886 wurde er zum korrespondierenden Mitglied der Göttinger Akademie der Wissenschaften gewählt. Im Jahr 1892 erhielt er die Cothenius-Medaille der Leopoldina.
1895 wurde er korrespondierendes Mitglied der Russischen Akademie der Wissenschaften in St. Petersburg sowie der Académie des sciences in Paris. 1901 wurde er in die Svenska Akademien aufgenommen und als Ehrenmitglied in die Kungliga Vitterhets Historie och Antikvitets Akademien gewählt. 1907 wurde er in die American Academy of Arts and Sciences gewählt, 1909 in die National Academy of Sciences. Für seine wissenschaftlichen Verdienste wurde er am 24. Januar 1911 in den preußischen Orden Pour le Mérite für Wissenschaft und Künste als ausländisches Mitglied aufgenommen.

## Schriften (Auswahl)
- mit A. Key: Studier i nervsystemets anatomi. P. A. Nordstedt & S., Stockholm 1872.